# Джендър перформативност
Родова перформативност, създаден от феминистката и философ Джудит Бътлър в книгата ѝ от 1990 „Безпокойства около родовия пол“ (Gender Trouble). В нея Бътлър характеризира джендъра, като ефект от повторителни действия, такива които произвеждат ефект от статичния или нормален пол, докато замъгляват противоречията и нестабилността, на който и да е единичен полов акт. Този ефект произвежда това, което можем да наречем „истински пол“, наратив, който е поддържан от:
1. „мълчаливото колективно съгласие за перформативност (изиграване), производство (произвеждане) и поддържане (подкрепяне) на отделни, полярни джендъри (полове) като културни фикции, бива скрито и затъмнено от правдоподобността на тези продукции – и от наказанията, които съпровождат несъгласието да се вярва в тях (в полярните джендъри като културни фикции и социални продукции)“ (буквален превод от английския орегинал Gender Trouble, Глава: Subversive bodily acts, Част IV: Bodily Inscriptions, Performative Subversions, стр.179)[2]
2. „негласното колективно съгласие да се изпълняват, произвеждат и поддържат отделните и полярни родови полове като културни фикции се замъглява от това, че тези произвеждания са напълно правдоподобни. Това съгласие се замъглява и от наказанията, очакващи онези, които не се съгласяват да вярват в тях“ (превод на Диана Захариева, Безпокойства околородоия пол: Феминизмът и подриването на идентичността, Глава: Подривни телесни актове, Част IV: Телесни вписвания, перформативни подривания, От вътрешността към родово-половите перформативи, стр.165)[3]

Перформативните актове, които Бътлър дискутира обяснява като перформативни в голямото общество бидейки част от перформативността.

## Етимология
Джендър перформативност е термин от английски – gender performativity, от английски gender и английското значение на performance – представление, театрална игра*, пърформанс, от глагола to perform – (да) представям, изпълнявам, играя (театрална или кино роля). На български performativity се калкира като перформативност, а performance е транслитериран като пърформанс, но при глагола to perform такава съответстваща калка или транслитерация няма.